# Barry Jenkins (hockey sur glace)
Pour les articles homonymes, voir Barry Jenkins et Jenkins.
Barry Jenkins, né le 29 août 1951 au Canada, est un joueur professionnel canadien de hockey sur glace.

## Carrière
- 1971-1973 Université York (CIAU)
- 1973-1979 HC Bienne (LNB et LNA)
- 1979-1980 HC Arosa (LNA)

En 1976, il termine à la deuxième place des pointeurs du championnat suisse avec 49 points marqués.

## Palmarès
- Champion Suisse LNB en 1975 avec le HC Bienne
- Champion Suisse LNA en 1978 avec le HC Bienne
- Champion Suisse LNA en 1980 avec le HC Arosa

## Statistiques partielles
| Saison    | Équipe          | Ligue |    | PJ | B  | A  | Pts | Pun |
| 1971-1972 | York University | CIAU  |    | 19 | 14 | 33 | 16  |     |
| 1972-1973 | York University | CIAU  |    | 10 | 18 | 28 | 14  |     |
| 1975-1976 | HC Bienne       | LNA   | 28 | 26 | 23 | 49 |     |     |
| 1976-1977 | HC Bienne       | LNA   | 28 | 12 | 14 | 26 |     |     |
| 1979-1980 | HC Arosa        | LNA   | 28 | 18 | 7  | 25 | 20  |     |